# Escut de Llinars del Vallès
L'escut oficial de Llinars del Vallès té el següent blasonament:
Escut caironat partit: al 1r, d'atzur, una garba de lli d'or florida d'argent; al 2n, d'or, un corb de sable. Per timbre, una corona de baró.

## Història
Va ser aprovat l'1 de desembre del 2004 i publicat al DOGC el 21 de desembre del mateix any amb el número 4284.
La garba de lli de la primera partició és un senyal parlant al·lusiu al nom de la vila, ja que Llinars, etimològicament, faria referència a uns camps de lli. La segona partició mostra el senyal tradicional del corb, utilitzat en segells municipals si més no des del 1606, que són les armes dels Corbera-Santcliment, senyors de la baronia de Llinars des del segle xvi. Aquesta baronia també hi és recordada per la corona de damunt l'escut.

Escut utilitzat anteriorment

Anteriorment l'Ajuntament en feia servir un altre amb el corb tradicional i les armes de la ciutat de Barcelona. Aquest segon element heràldic era incorrecte des del punt de vista històric, ja que la vila no va ser mai «carrer de Barcelona» (com sí que ho fou, per exemple, la localitat veïna de Sant Pere de Vilamajor, i així es reflecteix al seu escut municipal) i, per tant, no pot dur l'escut de Barcelona ni tampoc el senyal reial.